# ザ・パーフェクト・エレメント・パート1
『ザ・パーフェクト・エレメント・パート1』 (The Perfect Element, part I) は、ペイン・オヴ・サルヴェイションの3枚目のアルバムである。

## 解説
前アルバムより2年明けて発売されたアルバムである。全3部構成に分かれているうちの第1部である。
このアルバムは幼年期から青年期にかけての出来事、問題などをとりあげたコンセプトアルバムである。具体的には
- 児童虐待 (性的、暴力的虐待)
- 性
- 悲劇
- 薬物問題
- 愛
- 痛み
- 怒り
- 損失
- 恥
- 後悔
- 内なる葛藤

などを登場人物である彼(he)と彼女(she)、またはAshesで語りかける誰か(who)の物語を交えて展開される。
なお第2部は2007年にリリースされたScarsickである。
前2作がドリーム・シアターの影響下にあるプログレッシブ・メタルであったが、今アルバムはそれらの影響を感じさせない独自のものへと変貌させた。
ペイン・オヴ・サルヴェイションの人気を不動のものとしたアルバムである。
ダニエル・ギルデンロウの趣味かブックレットには松尾芭蕉の俳句が書かれている。
このアルバムからAshesがシングルカット。現在まで彼らの唯一のシングルとなる。

## 収録曲
Chapter I: "As these two desolate worlds collide"
1. Used - 5:23
2. In the Flesh - 8:36
3. Ashes - 4:28
4. Morning on Earth - 4:34

Chapter II: "It all catches up on you when you slow down"
1. Idioglossia - 8:29
2. Her Voices – 7:56
3. Dedication – 4:00
4. King of Loss – 9:46

Chapter III: "Far beyond the point of no return"
1. Reconciliation – 4:24
2. Song for the Innocent – 3:02
3. Falling – 1:50
4. The Perfect Element – 10:09

1. 日本盤のみボーナストラックの"Epilogue"(3:14)を収録。
2. 全曲作詞作曲をダニエル・ギルデンロウがてがけている。ただし、6曲目はフレドリックとの、12曲目はハルグレンとの共作である。

## メンバー
- ダニエル・ギルデンロウDaniel Gildenlöw - ヴォーカル, ギター
- ヨハン・ハルグレンJohan Hallgren - Guitar, コーラス
- フレドリック・ヘルマンソンFredrik Hermansson - キーボード
- クリストファー・ギルデンロウKristoffer Gildenlöw - ベース, コーラス
- ヨハン・ランゲルJohan Langell - ドラム, コーラス

### その他クレジット
- Pain of Salvation - producer, mastering
- Ander "Theo" Theander - producer, engineering
- Pontus Lindmark - engineering
- Mihai Cucu - strings
- Camilla Andersson - strings
- Petter Axelsson - strings
- Gretel Gradén - strings
- Johnny Björk - strings
- Daniel Gildenlöw/Gildenlöw MultiMedia - artwork
- Elin Iggsten - photos
- Johanna Iggsten - photos
- Fredrik Hallgren - photos